# La storia della Louisiana
La storia della Louisiana (Louisiana Story) è un film del 1948 diretto da Robert J. Flaherty.

## Trama
Il film fu commissionato a Flaherty dalla Standard Oil Company e avrebbe dovuto avere fini esclusivamente divulgativo-pubblicitari, ma il regista, che ebbe modo di studiare in loco la materia della sua opera, ne fece, invece, una visione incantata.
Il tema centrale del contrasto tra il mondo naturale  incontaminato e la ricerca del petrolio, anziché risolversi in una tradizionale elegia nostalgica, esalta la maestosità delle forme, di quelle naturali come di quelle meccaniche. Un unico moto di curiosità unisce i personaggi indigeni spinti verso la conoscenza della natura e gli operai che scavano alla ricerca del petrolio nelle profondità della terra. Fin dalla sequenza iniziale, il film porta, attraverso gli occhi di un ragazzo in un angolo selvaggio e quasi sconosciuto della Louisiana. Il passaggio degli addetti alle perforazioni provoca il rovesciamento della piccola barca del ragazzo e porta l'introduzione di un elemento perturbatore. Il ragazzo è incuriosito sia dai lavori che dagli spettacoli che offre la natura. I due ambienti non si prevaricano, ma si scoprono a vicenda. Il lavoro giunge al termine e il cantiere è smantellato: il ragazzo, arrampicatosi sulle strutture del pozzo, saluta da lontano gli operai.